# Rudolf Kaster
Rudolf Kaster (* 27. Mai 1914 in Saarbrücken; † 10. März 2003 in Bad Ems) war ein deutscher Grafiker, Bildender Künstler und Kunstpädagoge.

## Biografie
Nach dem Studium an der Staatlichen Kunst- und Kunstgewerbeschule in Saarbrücken von 1931 bis 1934 war Kaster zunächst in Koblenz als Werbegrafiker tätig, um sein weiteres Studium an der Staatlichen Kunstakademie, Düsseldorf (1935–1939) zu finanzieren. Ab 1940 war er als freiberuflicher Maler und Gestalter tätig. 1943 siedelte er nach Bad Ems um, nach dem sein Atelier in Düsseldorf durch Bomben zerstört wurde.
Von 1970 bis 1980 war Kaster an der Schillerschule und am Goethe-Gymnasium in Bad Ems Kunsterzieher sowie Dozent für Aktzeichnen an der Fachschule für Keramikgestaltung in Höhr-Grenzhausen.

## Werk
Das Werk von Kaster umfasst neben Werbe-Grafiken, Gemälden und Zeichnungen insbesondere Kunst am Bau.

### Werke im öffentlichen Raum (Saarbrücken)

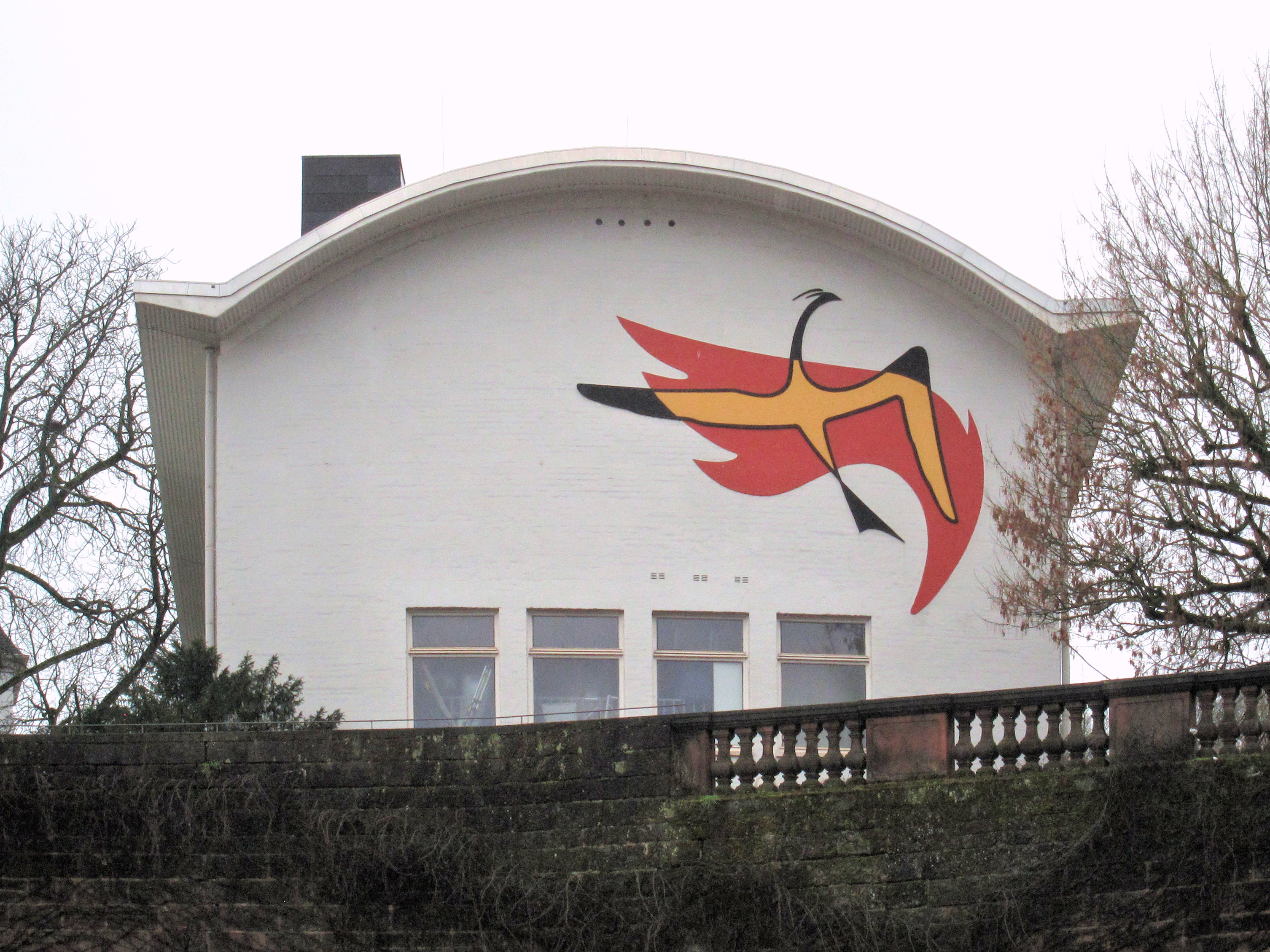
"Phönix aus der Asche", ca. 1955, Sgraffito am VHS-Gebäude am Saarbrücker Schlossplatz
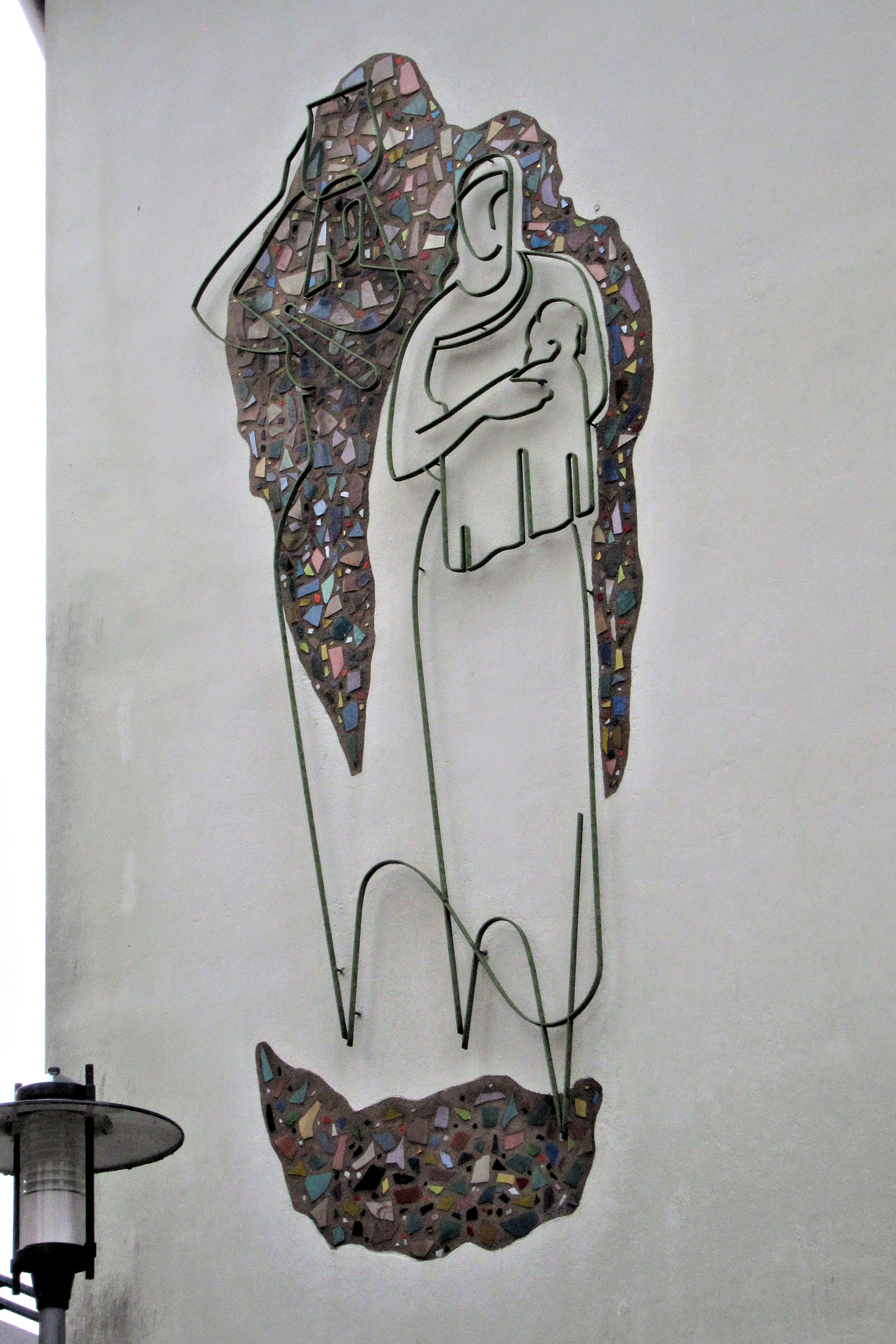
Stahlbandrelief/Mosaik/in der Saarbrücker Kaltenbachstraße, 1950er Jahre
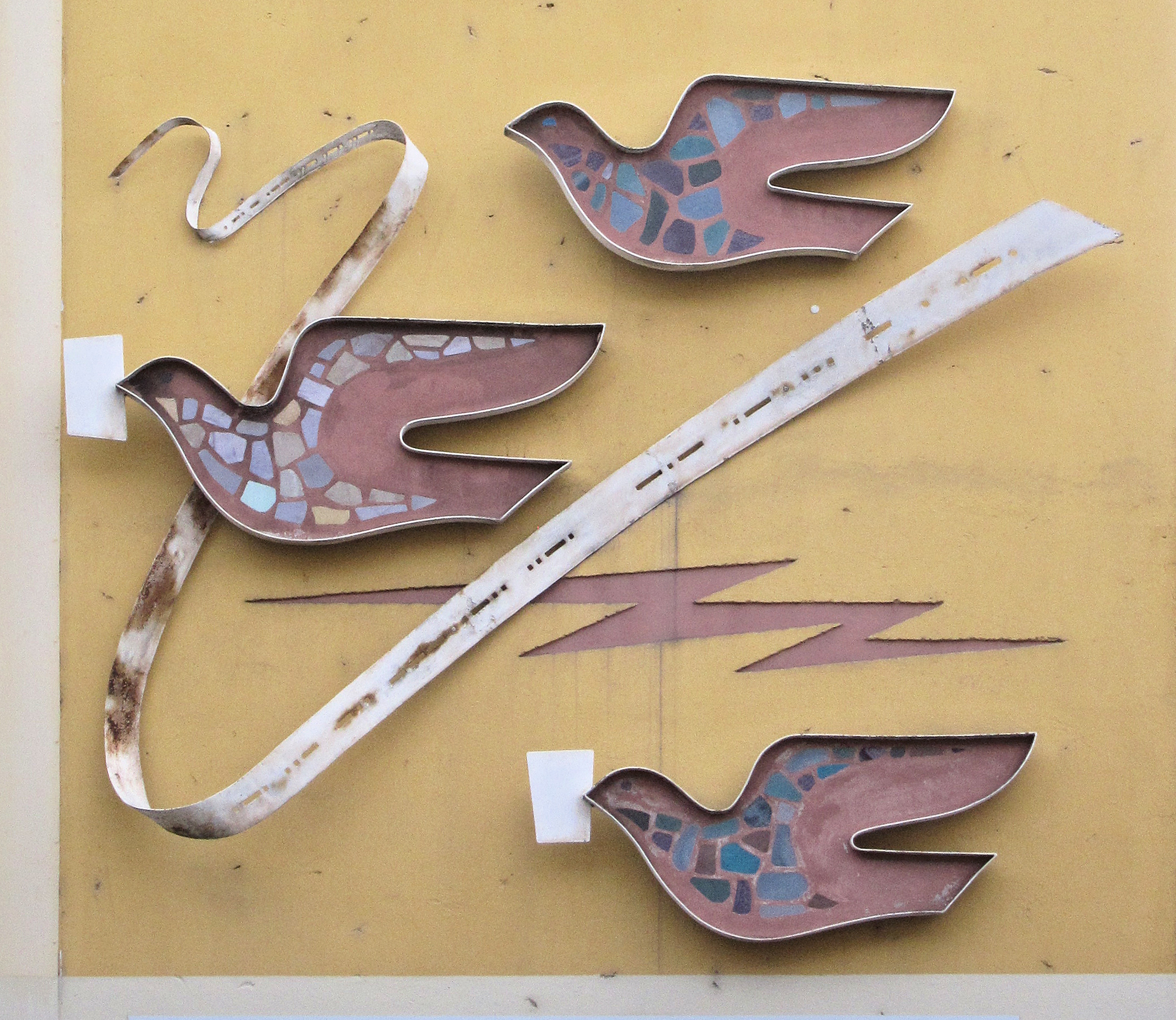
"Brieftauben", Metall, Mosaik in der Mainzer Straße (ehemaliges Postamt) Saarbücken, 1955
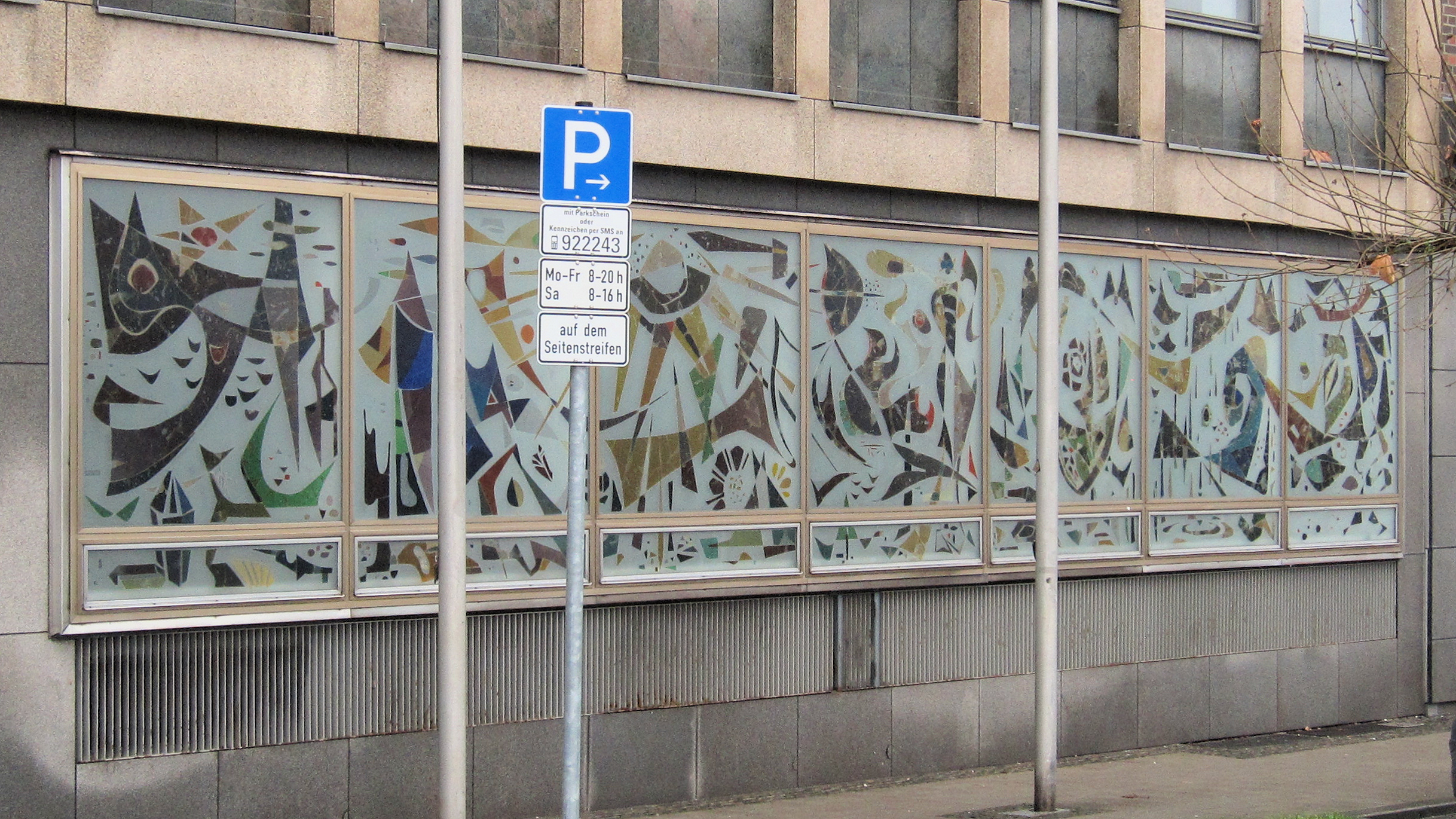
Glasfenster an der Sparkasse, Saarbrücken, 1957